# Adoberia Balcells
L'Adoberia Balcells és una obra del municipi d'Igualada (Anoia) inclosa en l'Inventari del Patrimoni Arquitectònic de Catalunya.

## Descripció
Edifici en el que la façana presenta una composició simètrica que acaba amb dues torrasses amb merlets units per una galeria coberta amb llinda amb una funcionalitat d'assecador. La galeria està formada per unes columnes salomòniques fetes amb maó. A la façana són abundants les obertures donada la seva funcionalitat i tenen forma allargassada. Són els únics elements decorats: a la planta baixa s'utilitza el maó en els arcs escarsers, els salmers i en el guardapols que va recorrent tota la façana. El propietari promotor fou Joan Balcells i Gubern. El 1914 es va fer una ampliació i reforma d'una adoberia que ja existia el 1891.